# Zespół Servelle’a-Martorella

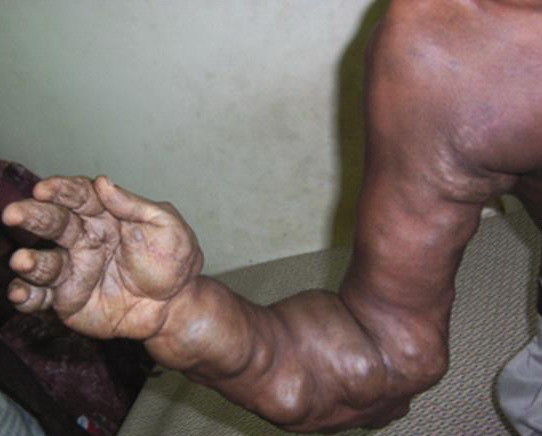
Zmiany tkanek miękkich w przebiegu zespołu Servelle’a-Martorella u 21-letniego mieszkańca Indii

Zespół Servelle′a-Martorella (zespół angio-osteohipotroficzny, angiodysplazja Servelle’a-Mantorella, ang. Servelle-Martorell syndrome, angio-osteohypotrophic syndrome, Servelle-Martorell angiodysplasia) – rzadki zespół charakteryzujący się żylnymi (rzadziej tętniczymi) malformacjami naczyniowymi, mogącymi powodować hipertrofię kończyny i hipoplazję kości. Zespół częściej dotyczy kończyn dolnych niż górnych. Podobnymi schorzeniami są zespół Klippla-Trénaunaya, zespół Parkesa-Webera i zespół gumiastych pęcherzyków znamionowych. Metodą obrazowania z wyboru w rozpoznawaniu zespołu jest MRI. Rokowanie jest niejasne, leczenie przede wszystkim zachowawcze.
Zespół opisali niezależnie od siebie Fernando Martorell w 1951 Servelle i Trinquecoste w 1948.